# 라파엘 에스파다

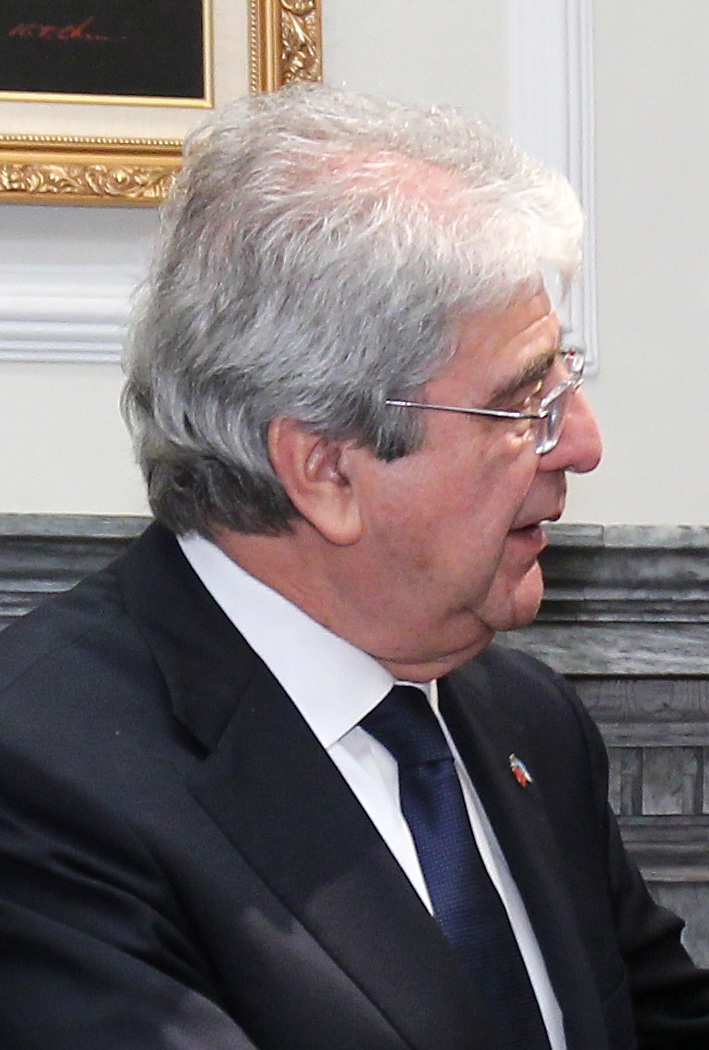

호세 라파엘 에스파다 (Dr. José Rafael Espada, 1944년 1월 14일 ~ )는 과테말라의 정치인이자 전직 흉부외과의사이다. 2008년부터 2012년까지 과테말라의 부통령을 지냈다.